# لشکر ۱۴۶ هاماپاتز
لشکر ۱۴۶ هاماپاتز (انگلیسی: 146th Division) یا لشکر هاماپاتز لشکر زرهی نیروی زمینی اسرائیل و تحت امر فرماندهی شمالی است، که در سال ۱۹۵۴ تأسیس شد.
این لشکر در جنگ شش‌روزه، جنگ یوم کیپور، جنگ اسرائیل و لبنان، نبرد ۲۰۱۴ اسرائیل و غزه، جنگ غزه، درگیری اسرائیل و حزب‌الله (۲۰۲۳–۲۰۲۴) و حمله ۲۰۲۴ اسرائیل به لبنان به‌عنوان یگان عمل‌کننده حضور داشت.

## تاریخچه
در سال ۱۹۵۴ سه لشکر توسط ارتش اسرائیل تأسیس و به سه فرماندهی منطقه‌ای اختصاص داده شدند، که لشکر ۳۸ تحت امر فرماندهی مرکزی قرار گرفت. در پایان سال ۱۹۵۴، فرماندهی جنوب منحل شد و تأسیس لشکر ۴۰ که برای آن در نظر گرفته شده بود، لغو شد و در آستانه جنگ سینا، لشکر ۳۸ به فرماندهی جنوب اختصاص یافت و توسط سرهنگ یهودا والچ رهبری می‌شد.
در عملیات کادش، این لشکر در فرماندهی جنوب تحت فرماندهی سرهنگ والچ فعال شد و وظیفه داشت محور مرکزی را بشکند و مجتمع‌های ام کاتف و ابو عقیلا را تصرف کند. این لشکر بدون اطلاع از هدف استراتژیک عملیات (که از رده رزمی مخفی نگه داشته می‌شد)، با عجله و با نیروهای آموزش ندیده وارد نبرد شد. فرماندهی لشکر توسط رده فرماندهی و ستاد کل نادیده گرفته شد و در نبردی که درگرفت، لشکر نتوانست بر آرایش مصری‌ها غلبه کند و متحمل خسارات سنگینی شد.
در طول جنگ شش روزه، این لشکر دوباره علیه مجتمع‌های ام کاتف و ابو عقیلا تحت فرماندهی سرلشکر آریل شارون فعال شد. در نبردی که یک شاهکار از این لشکر محسوب می‌شد، مجتمع‌ها تصرف شدند و لشکر به تعقیب ارتش در حال فروپاشی مصر تا کانال سوئز ادامه داد. پس از جنگ، مسئولیت کل منطقه سینا تا زمان تأسیس لشکر سینا به این لشکر واگذار شد.
در اوایل دهه ۱۹۷۰، ارتش اسرائیل شروع به ساخت رده لشکر به عنوان یک ستاد دائمی با واحدهای دائمی کرد و به یک لشکر دائمی با اردوگاه‌هایی در منطقه اورشلیم تبدیل شد. در ابتدا، تعداد نفرات آن ۱۴۶ نفر بود و به عنوان نیروی ذخیره ستاد کل فعالیت می‌کرد.
در آغاز جنگ یوم کیپور، فرماندهی لشکر ۱۴۶ هاماپاتز برعهده موشه پلد بود و ستاد آن در فرماندهی مرکزی قرار داشت. این لشکر به ارتفاعات جولان اعزام شد، ضدحمله‌ای را در جنوب فلات انجام داد که یکی از اقدامات تعیین‌کننده در جنگ محسوب می‌شود و به فتح منطقه تحت محاصره در سوریه ادامه داد.
لشکر ۱۴۶ هاماپاتز پس از توافق‌نامه‌های جدایی نیروها با مصر و سوریه، به سینا منتقل شد و تعداد نفرات ستاد آن به ۱۳۱ نفر کاهش یافت. این لشکر سپس تابع فرماندهی شمالی شد و تعداد نفرات آن به ۳۱۹ نفر تغییر یافت. در سپتامبر ۲۰۲۰، تعداد نفرات این لشکر به ۱۴۶ نفر بازگردانده شد.
تحت فرماندهی شمالی، این لشکر در جنگ اول لبنان، جنگ دوم لبنان و جنگ شمشیر آهنین شرکت کرد.